# Sjöbo landsfiskalsdistrikt
Sjöbo landsfiskalsdistrikt var 1918-1951 ett landsfiskalsdistrikt i Malmöhus län, bildat när Sveriges indelning i landsfiskalsdistrikt trädde i kraft den 1 januari 1918, enligt beslut den 7 september 1917. När Sveriges nya indelning i landsfiskalsdistrikt trädde i kraft den 1 januari 1952 (enligt kungörelsen 1 juni 1951) upplöstes distriktet då större delen av områden inkorporerades i det nya Färs landsfiskalsdistrikt, medan mindre delar av det upplösta distriktet uppgick i landsfiskalsdistrikten Dalby och Tomelilla, det senare beläget i Kristianstads län.
Landsfiskalsdistriktet låg under länsstyrelsen i Malmöhus län.

## Ingående områden

### Från 1918
Färs härad:
- Björka landskommun
- Ilstorps landskommun
- Lövestads landskommun
- Ramsåsa landskommun
- Röddinge landskommun
- Södra Åsums landskommun
- Sövde landskommun
- Tolånga landskommun
- Vanstads landskommun
- Vombs landskommun